# Tampa Bay Buccaneers 1996
La stagione 1996 dei Tampa Bay Buccaneers è stata la 21ª della franchigia nella National Football League. Fu la prima annata con Tony Dungy come capo-allenatore e si rivelò una stagione di svolta dal momento che la squadra iniziò a portare con sé i giocatori che l'avrebbero portata al primo Super Bowl della sua storia. Tra questi vi fu la selezione nel Draft di Mike Alstott, uno dei giocatori più popolari della storia della franchigia tra i tifosi.

## Scelte nel Draft 1996
|  | = Pro Bowler |

| Scelta | Giro | Giocatore      | Ruolo            | College        |
| 12     | 1    | Regan Upshaw   | Defensive End    | California     |
| 22     | 1    | Marcus Jones   | Defensive End    | North Carolina |
| 35     | 2    | Mike Alstott   | Fullback         | Purdue         |
| 71     | 3    | Donnie Abraham | Defensive Back   | ETSU           |
| 96     | 4    | Jason Odom     | Offensive Tackle | Florida        |
| 104    | 4    | Eric Austin    | Defensive Back   | Jackson State  |
| 140    | 5    | Jason Maniecki | Defensive Tackle | Wisconsin      |
| 180    | 6    | Nilo Silvan    | Wide Receiver    | Tennessee      |
| 221    | 7    | Reggie Rusk    | Defensive Back   | Kentucky       |

## Calendario
| Stagione regolare |                    |                       |                    |                    |                              |                    |                    |                    |
| Turno             | Data               | Avversario            | Risultato          | Ora                | Stadio                       | TV                 | Pubblico           | Record             |
| 1                 | 1/9/1996           | Green Bay Packers     | S 3–34             | 4:00               | Houlihan’s Stadium           | FOX                | 54,102*            | 0–1                |
| 2                 | 8/9/1996           | at Detroit Lions      | S 6–21             | 1:00               | Pontiac Silverdome           | FOX                | 54,229             | 0–2                |
| 3                 | 15/9/1996          | at Denver Broncos     | S 23–27            | 8:00               | Mile High Stadium            | TNT                | 71,535             | 0–3                |
| 4                 | 22/9/1996          | Seattle Seahawks      | S 13–17            | 4:15               | Houlihan’s Stadium           | NBC                | 30,212*            | 0–4                |
| 5                 | 29/9/1996          | Detroit Lions         | S 0–27             | 1:00               | Houlihan’s Stadium           | FOX                | 34,961*            | 0–5                |
| 6                 | Settimana di pausa | Settimana di pausa    | Settimana di pausa | Settimana di pausa | Settimana di pausa           | Settimana di pausa | Settimana di pausa | Settimana di pausa |
| 7                 | 13/10/1996         | Minnesota Vikings     | V 24–13            | 1:00               | Houlihan’s Stadium           | FOX                | 32,175*            | 1–5                |
| 8                 | 20/10/1996         | at Arizona Cardinals  | S 9–13             | 4:05               | Sun Devil Stadium            | FOX                | 27,738             | 1–6                |
| 9                 | 27/10/1996         | at Green Bay Packers  | S 7–13             | 1:00               | Lambeau Field                | FOX                | 60,627             | 1–7                |
| 10                | 3/11/1996          | at Chicago Bears      | S 10–13            | 1:00               | Soldier Field                | FOX                | 58,727             | 1–8                |
| 11                | 10/11/1996         | Oakland Raiders       | V 20–17 DTS        | 1:00               | Houlihan’s Stadium           | NBC                | 45,392*            | 2–8                |
| 12                | 17/11/1996         | at San Diego Chargers | V 25–17            | 4:15               | Jack Murphy Stadium          | FOX                | 57,526             | 3–8                |
| 13                | 24/11/1996         | New Orleans Saints    | V 13–7             | 1:00               | Houlihan’s Stadium           | FOX                | 40,203*            | 4–8                |
| 14                | 1/12/1996          | at Carolina Panthers  | S 0–24             | 1:00               | Ericsson Stadium             | FOX                | 57,623             | 4–9                |
| 15                | 8/12/1996          | Washington Redskins   | V 10–24            | 1:00               | Houlihan’s Stadium           | FOX                | 44,723*            | 5–9                |
| 16                | 15/12/1996         | at Minnesota Vikings  | S 10–21            | 1:00               | Hubert H. Humphrey Metrodome | FOX                | 49,302             | 5–10               |
| 17                | 22/12/1996         | Chicago Bears         | V 34–19            | 1:00               | Houlihan’s Stadium           | FOX                | 51,572*            | 6–10               |

 * = gara oscurata nella tv locali